# 阿羅羅克 (密蘇里州)
阿羅羅克（英語：Arrow Rock）是位於美國密蘇里州薩林縣的村。

## 人口
根據2020年美國人口普查的數據，阿羅羅克的面積為0.35平方千米，皆為陸地。當地共有人口60人，而人口密度為每平方千米171人。